# Neoatopsyche unispina
Neoatopsyche unispina är en nattsländeart som beskrevs av Oliver S. Flint Jr. 1967. Neoatopsyche unispina ingår i släktet Neoatopsyche och familjen Hydrobiosidae. Inga underarter finns listade i Catalogue of Life.

## Bildgalleri

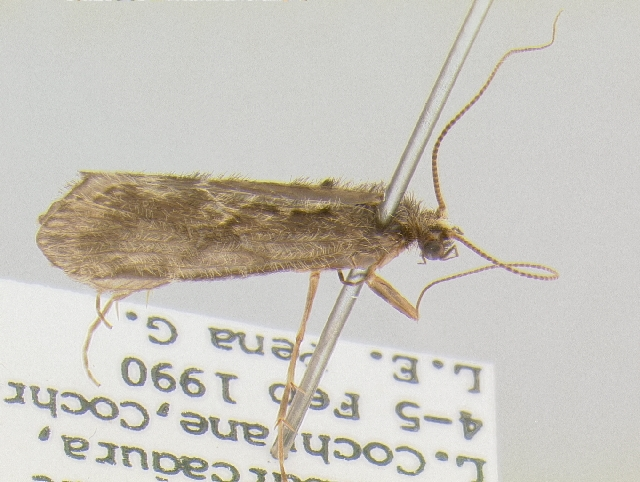